# Литовский фронт активистов
Литовский фронт активистов, ЛФА (Фронт литовских активистов лит. Lietuvos Aktyvistų Frontas, LAF) — ультраправая подпольная организация сторонников литовской независимости, существовавшая в ноябре 1940 — сентябре 1941 года и ставившая целью восстановление независимости Литвы при поддержке спецслужб и военной разведки гитлеровской Германии.

## История
Основателем организации считается литовец Казис Шкирпа (Kazys Škirpa), в момент присоединения Литвы к СССР занимавший пост посла Литвы в Германии. Он создал Фронт в ноябре 1940 года в Берлине. Фронт сотрудничал с разведкой Германии, которая использовала сбежавших под её крыло офицеров политической полиции и военной разведки для вербовки агентов из числа их родственников, сослуживцев, знакомых, распространения антисоветских листовок. В преддверии наступления вермахта Фронт готовил масштабное восстание в Литве, о чём органы НКГБ узнали через перевербованного ими агента гестапо.

### Подпольная деятельность

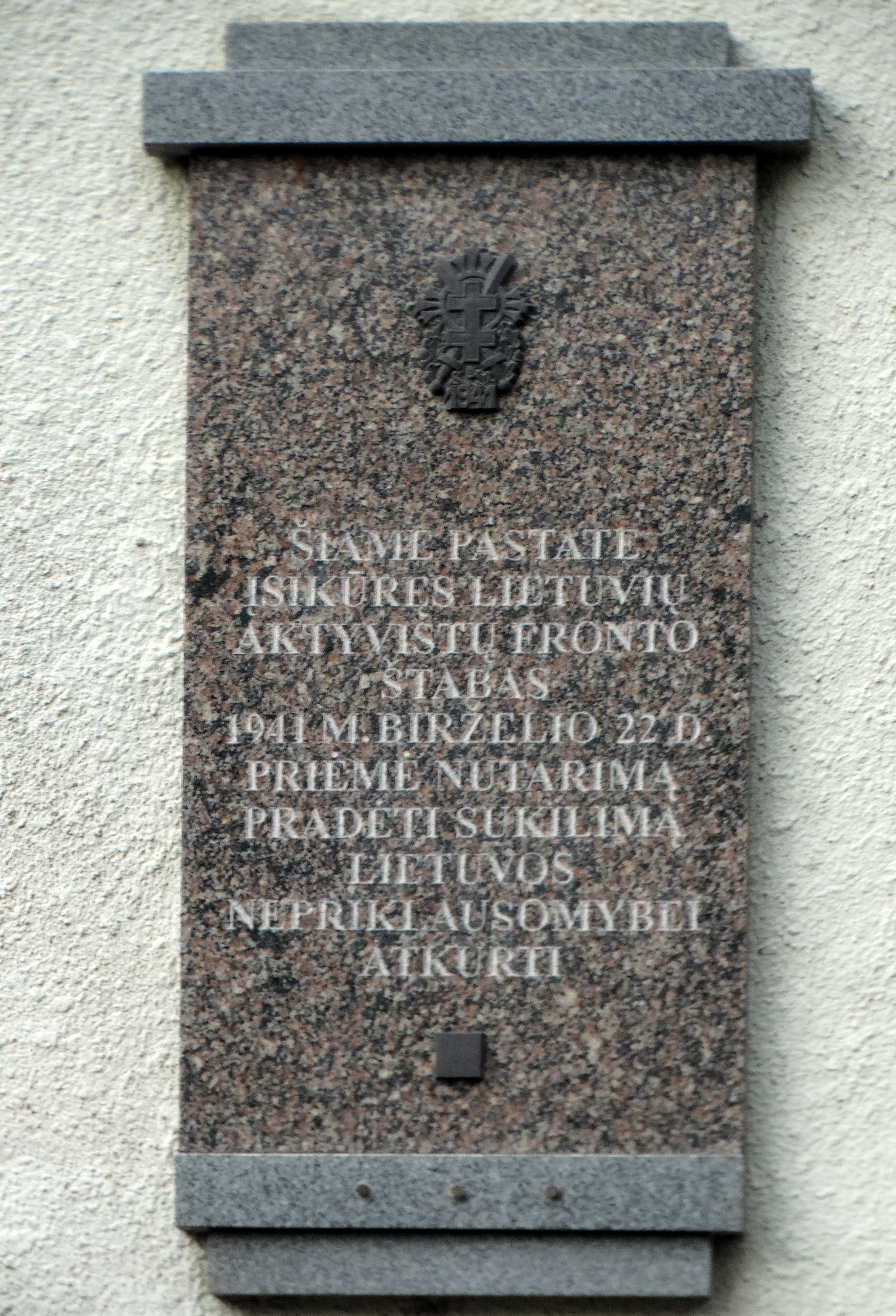
Памятная доска на доме, где располагался штаб ЛФА

Фронт литовских активистов разработал инструкцию «Указания по освобождению Литвы», из которой явствовало, что руководители этой организации имеют прочные контакты с германской военной разведкой (абвер), гестапо и службой А. Розенберга, имея достоверную информацию о нападении Германии на СССР. Эта инструкция ориентировала на устранение не только советских служащих, но и евреев, от которых «необходимо было избавиться при приходе немецких войск». Инструкция ориентировала боевиков Фронта препятствовать уничтожению инфраструктуры дорог при отступлении Красной армии, дабы обеспечить быстрейшее продвижение моторизованных германских частей. Несмотря на то, что в апреле — начале мая 1941 года органам НКГБ удалось ликвидировать часть связанного с Фронтом подполья, а затем лишить его части базы в ходе депортации 14 июня 1941 года, вскрыть его полностью не удалось. «Действовавшие в подполье организаторы восстания в Вильнюсе понесли тяжёлые потери. Накануне НКВД арестовало ключевых командиров и около 300 офицеров. Стало невозможным осуществить первоначальный план — объявить, как предполагалось, независимость в Вильнюсе», — рассказывал о событиях один из активистов антисоветского подполья В. Дамбрава.
Одним из активистов ЛФА являлся Пятрас Паулайтис. Подпольные ячейки ЛФА возникли в разных городах Литвы. Политические воззрения членов организации были весьма различными.
22 апреля 1941 года в Каунасе сторонники ЛФА сформировали Временное правительство Литвы. Премьер-министром был назначен Казис Шкирпа, который не смог приступить к исполнению своих обязанностей, так как находился под арестом в Берлине.
Планировалось, что правительство придёт к власти после того, как немецкая армия вытеснит из Литвы советские войска. Однако, вскоре после этого большинство членов правительства были арестованы органами НКВД.

### Письмо Гитлеру
Немцы, однако, с началом оккупации не проявили интереса к восстановлению литовской независимости. Вскоре после занятия Литвы немецкими войсками была сформирована оккупационная администрация во главе с П. Кубилюнасом, а Литва была включена в Рейхскомиссариат Остланд и получила статус генерального округа. Генеральный комиссар сообщил населению, что назначен «в область бывшего независимого литовского государства».
После этого руководство Фронта 15 сентября 1941 года обратилось с письмом к Адольфу Гитлеру, в котором напомнило о своих заслугах в быстром продвижении немецких частей через территорию Литвы и выразило недовольство тем, что немецкая гражданская власть запретила высшее образование на литовском языке, все газеты на литовском языке, выпуск и продажу книг на литовском языке, включая изданный перед войной научный словарь, вытесняет литовский язык из радиопередач и запретила исполнение литовского национального гимна. Кроме того, на горе Гедимина снят литовский флаг и запрещено праздновать литовские национальные праздники. «В связи с тем, что Литву считать частью СССР нельзя, а, с другой стороны, никаким международным актом Литовская республика не была отменена, становится непонятно, почему рейхскомиссар по делам Остланда в своем послании литовцам от 28 июля говорит о нём как об „области бывшего независимого Литовского государства“, — негодовали руководители фронта. — Выходит так, что большевики, против которых литовцы воевали вместе с немецкими солдатами, признают Литовскую республику, вышедшую из СССР, как независимое государство, а Германия, которой Литва помогла бороться с большевиками, считает Литовскую республику бывшим [независимым] государством (ehemaliger Freistaat. — нем.).»
В письме было высказано возмущение нарушением имущественных прав литовцев, особенно на селе. «Городские дома, предприятия, земельные наделы должны были быть возвращены тем, кому все это принадлежало до вторжения в Литву большевиков. Однако немецкие гражданские власти в Литве, остановившие работу литовского правительства, начали уничтожать все то, что было сделано для возвращения национализированного имущества законным собственникам… Мало того, указ генерального комиссара в Каунасе от 20 августа настоящего г. об уборке урожая и севе делает имущественные отношения ещё более неустойчивыми, чем они были в большевистские времена. Хотя большевистскими актами во время национализации земля и была признана собственностью государства, но каждый, кому она была оставлена, владел её лично… То, что плохими законами хотела сделать большевистская власть, по непонятным причинам сделала немецкая гражданская власть в Литве. Тысячи хороших хозяев, которые продержались в сельском хозяйстве в большевистские времена, хотят вытолкнуть из сельского хозяйства по совсем непонятным причинам». Руководители фронта недоумевали, почему лучшие хозяйства, где большевики пытались организовать совхозы, не были возвращены законным владельцам, а поступили в распоряжение немецкой администрации и назначенных ею управляющих. «Сложилось такое положение, что в Литве гражданская немецкая власть реставрирует или поддерживает такие институты советской власти, как национализация земли, национализация жилых домов, институт государственных хозяйств, профессиональные союзы с их задачами в сфере социального страхования и труда, советское социальное страхование и т.д… Литовцам совершенно непонятно, почему немецкая гражданская власть в Литве хочет руководить их жизнью большевистскими принципами».
Деятели фронта попытались вести диалог на равных, считая себя представителями своего государства и высказывая претензии по всем пунктам, включая обменный курс советского рубля на рейхсмарки (1 RM =10 Rb), назвав его «наложением контрибуции на Литву». Политику покупки литовских товаров за бесценок при таком курсе они назвали разрушением экономики Литвы, которое приведет к обнищанию населения и сокращению продовольственных запасов, а затем и голоду.
Беспокойство фронта вызвало и намерение германской администрации использовать труд литовцев «не на месте их постоянного жительства». Это сравнивалось с депортацией, проведенной 14 июня большевиками.
В заключение авторы письма — высшие офицеры, научные и культурные деятели — выразили надежду на то, что «указанные в меморандуме ненормальные явления литовской жизни могли бы исчезнуть, если бы было признано дальнейшее существование литовского государства и если бы государственной жизнью страны руководило литовское правительство. Таково горячее желание и просьба всего литовского народа».
26 сентября 1941 года ЛФА был запрещён, а лояльные к германским властям сторонники ЛФА вошли в состав оккупационной полиции. Из разрозненных групп было сформировано более 20 батальонов шуцманов, по 500—600 человек в каждом, Они имели в составе немецкие группы связи во главе с офицером и 5-6 унтер-офицерами. Общая численность этих формирований достигала 13 тысяч человек, из них 250 были офицерами. Всего в годы войны немцам служило около 50 тыс. человек, из которых 20 тыс. были в вермахте, 17 тыс. — во вспомогательных формированиях, остальные — в полиции и самообороне.

## Вооруженное восстание в июне 1941
22 июня 1941 года, после нападения гитлеровской Германии на СССР, сторонники ЛФА подняли вооруженное восстание против Красной Армии. Их выступления были спланированными и организованными, в результате чего жертвы среди сторонников ЛФА были намного меньшими, чем среди сторонников Советской власти.
23 июня было провозглашено заявление о восстановлении независимости Литвы и воссоздании правительства республики (Временное правительство Литвы). Тем не менее, Казис Шкирпа не смог приступить к исполнению обязанностей премьер-министра, так как находился под домашним арестом в Германии. Временное правительство возглавил Ю. Амбразявичюс.

### Декларация 23 июня
23 июня по Каунасскому радио была передана следующая декларация:
Образованное Временное правительство вновь возрождающейся Литвы сим объявляет восстановление свободного и независимого государства Литва. Перед всем миром с чистой совестью молодое Литовское государство обещает принять участие в организации Европы на новых основах. Измученный большевистским террором литовский народ решается строить своё будущее на основах национального единства и социальной справедливости. 
<в качестве слова «народ» в этом обращении используется лит. tauta, подчеркивающее этническую, а не гражданскую общность>

### Этнические чистки
Сторонники ЛФА не только проводили диверсии против частей Красной армии, но и устроили этнические чистки, убивая евреев и грабя их имущество. Расправы начались 23 июня, до прихода немецких войск. Решением «Временного правительства Литвы» во главе с Ю. Амбразявичюсом был создан первый на оккупированной территории СССР концлагерь для евреев. Евреев уничтожали целыми семьями — от грудных младенцев до стариков. После оккупации Литвы нацистской Германией уничтожение евреев продолжилось во взаимодействии с айнзацгруппой «А».
Инструктивные и агитационные документы Фронта доказывают, что преследование евреев было спланированной преступной акцией, а не реакцией на советские репрессии.

## Современная оценка действий ЛФА в Литве
В сентябре 2000 года парламентом Литвы был одобрен акт, провозглашающий приведенную выше Декларацию правовым актом современной Литовской республики. Было подано голосов: За 48, Против 0, воздержались 3. После нескольких консультаций спикера парламента  Витаутаса Ландсбергиса с президентом страны и послом США последовало его заявление о поспешности принятия Акта.